# Армањак (пиће)
Армањак (фр. armagnac) је жестоко алкохолно пиће које се производи само на југозападу Француске, у регији Армањак (департман Жерс, гаскоња). Пореди се са брендијем и коњаком. Сматра престижним, аристократским пићем које симболизује луксуз и одличан укус, посебно је погодан за жене. То је, уз коњак, најпознатије француско алкохолно пиће. Французи га зову и Aygue ardente (вода живота).
Сматра се првим дестилованим локалним напитком у Француској. Армањак је једно од омиљених пића Француза, због чега постоји шала да су то пиће сачували за себе а коњак су дали свету, што није далеко од истине. Извоз коњака је много већи него извоз армањака.
Иако је цењен готово као и коњак, армањак је пиће различитог стила. За разлику од коњака дестилише се једном, што оставља више ароматских материја. За старење дестилата користе се судови од локалне тамне храстовине која обогаћује дестилат и убрзава старење. Иако је пиће изванредне пуноће, армањак ретко достиже финоћу коњака.

## Историја
Армањак је био прво дестиловано јако алкохолно пиће у Француској и најстарија француска ракија. Први Армањак је дестилован 1411. године. Првобитно се конзумирао због претпостављених терапеутских својстава. Постоје тврдње да се током 14. века напитак узимао као помоћно средство приликом црвенила и запаљења очију. Веровало се и да делује благотворно код гихта, хепатитиса и других обољења. Осим тога користио се код масаже, за опоравак парализованих удова и за брже зарастање рана. Према средњовековним записима, унет у малим количинама армањак подиже дух, побољшава памћење и помаже за духовитији говор. Жене су сматрале да конзумирање армањака чува младост и леп изглед коже.
До 17. века армањак се продавао само на француским пијацама, али су га касније популаризовали холандски трговци. У 17. веку су се француска пића најчешће извозила у Холандију, док су у Енглеску одлазила само она из Бордоа. Када је пловни пут из Бордоа затворен за вина произведена у другим регионима, ова забрана се није односила на друга пића, па су мајстори из Гаскоње одлучили да представе своје производе које су назвали ракија од грожђа. Ово пиће добро продавало, али његов квалитет није био најбољи. Непродато пиће винари су складиштили у храстовој буради. Убрзо су открили да пиће из ових залиха не само да се није покварило, већ је добило нови укус и ароматична својства. Временом је производња почела да се побољшава. 
„Хаусе Делор” (House Delord) важи за једног од главних произвођача овог пића, познат још од 1875. Оснивач компаније је гаскоњски предузетник Просперо Делор. Посебну пажњу он је посвећивао виноградима, за које је бирао само најбоља земљишта у региону. До 20. века за армањак и друга локална пића мало се знало изван регије. Разлог за то био је географски положај Гаскоње, јер је удаљеност од мора отежавала извоз. У 20. веку за армањак се заинтересовала и држава. Године 1936. винари су описали карактеристике производње овога пића. 
Армањак се сматра оригиналним француским пићем, али историјски гледано, појавио се као резултат неколико култура. Винограде су засадили Римљани, апарате за дестилацију измислили су Арапи, а храстова бурад донели су Келти.

## Карактеристике
Армањак је гурманско пиће. Има изузетно дубок, јак и богат укус који се осећа већ после првог гутљаја. Истовремено оставља и мирис који подсећа на арому цвећа. Код неких врста додаје се и мирис суве плаве шљиве. Када одлежи дуже у храстовој буради добија арому старог храста и коже. Армањак се традиционално дестилује једанпут, па се као резултат добија пиће које је мање „углађено” од коњака. Ипак, армањак дуго зри у храстовој буради, што ублажава његов укус, даје му карамеласту боју и гради одређену комплексност ароме. Један од недостатака је његова цена, јер се продаје скупље од најелитнијег коњака.

## Производња
Армањак је, уз коњак, најпознатије француско алкохолно пиће. Зона производње ограничена је на регији Армањак, по којој је пиће и добило име. Регија Армањак налази се у департману Жерс (Гаскоња) и дели се на три производна подручја из којих потичу и три варијанте армањака: 
- Баз-Армањак (Bas-Armagnac), пиће пријатног укуса и лагане ароме,
- Армањак-Тенарез (Armagnac-Ténarèze), пиће луксузног укуса, најчешће се коришћено у старијој доби и
- От-Армањак (Haut Armagnac), производи се искључиво у малим количинама и сматра се прилично ретким на тржишту племенитог алкохола.[1]

Армањак има заштићену технологију и географско порекло. Производња армањака је под надзором посебног удружења Bureau National Interprofessionnel de l’Armagnac (скраћено BNIA) које се брине о поштовању закона прописа којима је одређено подручје производње, сортимент лозе, технолошки поступак прераде грожђа, начин дестилације и чувања, све до означавања готовог производа. Овај закон донесен је још 1905. године. Да би једно пиће могло да се назове армањак мора да задовољи неколико услова:
- да је произведено региону Армањак, у историјској области Гаскоња,
- да се за његово прављење користи дестилат добијен од различитих врста грожђа, укључујући Јуни блан и
- да производни процес укључује неколико устаљених корака.

Специфично је код армањака да се добија методом непрекинуте дестилације, што значи да нема одвајања токова. Вино се дестилише у колонским дестилационим апаратима мањих капацитета (20.000 л за 24 сата), познатим као alambique Armagnacais или Verdier syst́eme. Иако се армањак традиционално производи једнократном дестилацијом 1972. године је озакоњена и дупла дестилација. То је тежи и дуготрајнији процес и захтева више средстава па се зато ређе користи, али даје пићу нежнији и лепши укус и мирис.

### Врсте грожђа
Армањак спада у групу јаких алкохолних пића која се добијају дестилацијом вина од грожђа. Осим армањака у ову групу спадају и коњак, српски вињак и слична, као и калвадос који се добија дестилацијом јабуковог вина. За производњу армањака користе се вина која треба да су бела и чиста, без садржаја шећера и сумпора. Сорте грожђа које се користе у производњи армањака су: Folle  Blanche, Baco blanc, Ugni blanc, Colombard и неке ређе сорте, какве су Graisse, Juranc и Clairette de Gascogne.
- Folle  Blanche познато је да је први армањак направљен управо од ове сорте грожђа. Данас се ретко користи, јер је врло подложан епидемији филоксере,[а] а осетљив је и на црну трулеж.
- Baco blanc је идеалан за прављење армањака. Добијен је укрштањем америчког хибрида и различитих европских сорти па је, за разлику од европских сорти, отпорна на филоксеру. Настала је како би се надокнади огроман губитак значајног дела засада сорте Folle  Blanche услед епидемије. Име је добио име у част Франсоа Бакоа (фр. François Baco) који је први укрстио ову сорту. Западни део Француске изабран је за узгој јер у том поднебљу даје највећи принос.
- Ugni blanc (познатија као Требијано је идеалан избор јер је отпоран на нападе гљивица и у већини пића ова сорта се узима као основа.
- Colombard се данас сматра правим француским грожђем. Главна предност сорте је висока отпорност на неповољне временске услове.

Да би се добио квалитетан армањак, грожђе треба убрати тек у новембру. 
- сорта Folle  Blanche
- сорта Ugni blanc
- сорта Colombard у винограду

### Јачина и старост
Припремљено младо вино се затим дестилује, након чега се добија пиће са израженом аромом. Почетни дестилат садржи 52-70% алкохола. Након дестиловања армањаков алкохол се оставља у нову бурад запремине 400-420 л, направљену од француског храста (храст лужњак, лат. Quercus robur и храст китњак, лат. Quercus petraea), чије се дрво користи у изради буради као једно од најквалитетнијих, јер дају вину суптилну зачињеност аромама сушеног ђумбира, клинчића, кедровине, и сушеног дувана. Плоче за прављење буради суше се на отвореном 5 година. Из нових се дестилат пребацује у стару бурад, где добија своју карактеристичну карамел боју, која може да варира, зависно од дрвета.
У зависности од жељеног квалитета, армањак у буради одлежава најчешће 3-12 година, мада има и далеко старијих. Наравно, они старији су квалитетнији. Ови храстови потичу из шуме Монзелун у Гаскоњи или су направљена од храста из области Лимузен. Понекад може проћи и 50 година да се добије коначан резултат.
Армањак се може преточити из бурета у велике стаклене флаше, у којима се даље чува. Од тог момента армањак више не стари и даље се не развија, тако да већ наредне године може бити флаширан за продају. Непосредно пре разливања у флаше и стављања у промет дестилат се разблажује меком водом на 40% вол. Једном отворена боца армањака може се пити годинама.
Иако Французи љубоморно чувају свој језик, из практичних разлога квалитет и старост армањака често означавају и енглеским скраћеницама. Старост се, што важи и код коњака, односи на најмлађи састојак у мешавини. На етикети готовог производа може бити назначен и датум бербе.
- Monopole Selection de Luxe односи се на армањак који је одлежао више од 1 а мање од 4 године
- VO (Very Old), V.S.O.P (Very Superior Old Pale) и Reserve ознаке могу носити производи старости 4 године
- Extra, Napoleon, Vielle Reserve и Hors d’Age су ознаке за пића која су одлежала 5 и више година

Производња армањака је регулисана приближно истим прописима као и коњака, али је недавно усвојена једноставнија класификација: 
- Armagnac је старости између две и шест година,
- Vieil  Armagnac више од шест година,
- Millesimes мора бити старији од 10 година.[11]

Годишња производња армањака варира од 2,000.000 до 5,000.000 л готовог производа.

### Климатске одлике регије Армањак
Подручје у коме се узгаја грожђе од чијег вина се прави армањак заштићено је планинским масивом Пиринеја. Овим поднебљем доминира блага клима, најчешће кратке зиме, дуга и кишна пролећа и врела лета. Због повољних климатских услова оно је генерално топлије од регије Коњак па грожђе дозрева раније и потпуније. Све то благотворно утиче на узгој најбољих винограда.

## Сервирање
Армањак се конзумира искључиво у чистом облику због присутности нестабилне ароме коју лако прекидају други адитиви. Сервира се у одговарајућој чаши и на одговарајућој температури. Експерти саветују да се за ту сврху користи специјална чаша за армањак типа „тулипан”, али се може сервирати и у обичној чаши за коњак. У оваквој чаши пиће се загрева од топлине руку. Температура сервирања треба да буде 15—20 °C. Тек када се довољно загреје моћи ће да одаје све своје јединствене укусе и ароме.
Армањак није аперитив које се сервира пре оброка, већ је препоручљиво је да буде сервирано на крају јела. То не значи да треба да се конзумира сам. Може да се пије уз топле напитке, попут кафе, или безалкохолна пића. Пије се у малим гутљајима.
Уз армањак највише одговарају воћни дезерти. Може се комбиновати са воћном салатом, сладоледом, чизкејком, различитим тортама и колачима који садрже воће, као што су малине, боровнице, купине, шљиве, трешње, вишње и друго. Такође је погодан за сервирање са чоколадним колачима. Шећери, крем, млеко и јаја утичу на смањење алкохола, па се зато служи уз дезерт, али и са сиром.
Млађи армањак може се сервирати и уз оброк, са јелима од меса и рибе. Армањак, коњак и други брендији траже јаку храну која ће умирити и алкохол и киселине, због чега ће алкохолно пиће деловати мекше и пуније, док ће киселина проћи кроз текстуру хране и нагласити воће и зачине. Гриловано поврће и тартуфи наглашавају арому пића.

### Употреба у кулинарству
Армањак се користи и за припрему различитих јела. Додаје се како колачима, тако и месу, а у салатама повећава разноликост укуса. Може се додати и свим јелима за чију припрему се користи коњак.
Занимљиво је да се чоколадна торта краљице Наталије, омиљени десерт ове српске краљице, припрема управо са армањаком. Данас овај слаткиш представља својеврсну туристичку атракцију Београда.
У Француској се некада, као специјалитет, спремао ортолан, односно Виноградска стрнадица (лат. Emberiza hortulana), птичица величине дечје шаке. Ове птице кљукале су се, како би биле што дебље, а затим припремале тако што би се прво потапале у армањак, а затим пржиле. Овај деликатес је забрањен 1999. године, када је бројност ове врсте у Европи почела нагло да опада. По правилу, ортолан се јео тако што би људи стављају велику салвету преко главе пре него што је поједу целу, да би на крају испљунули велике кости и ноге. Познати кувари траже од француске владе дозволу да једном годишње служе овај специјалитет.

### Употреба у народној медицини
Као и у прошлости, армањак се и данас користи у народној медицини. Традиционално се користи за дезинфекцију рана и ублажавање болова од гихта. Научна истраживања показала су да пиће садржи огромне количине танина (из дрвета храста од ког је направљено буре), који је прилично моћан антиоксиданс и активно штити организам од слободних радикала. Такође се сматра се одличним средством за превенцију кардиоваскуларних болести.

### Контраиндикације и штетно дејство
Негативан ефекат на тело може бити изазван индивидуалном нетолеранцијом, као и прекомерном употребом пића. Не препоручује се дојиљама и трудницама и деци.

## Разлике између армањака и коњака
Иако прилично слична,армањак и коњак ипак имају значајне разлике. Ипак, неискусним особама тешко је да по укусу разликују ова два пића, а боја им је иста. Армањак има богатији укус, али то могу разумети само искусни дегустатори са обученим рецепторима. Разлике су следеће:
- Праве се од различитих сорти грожђа.
- Различит је начин дестилације - армањак се производи појединачном или континуираном (непрекидном) дестилацијом, а коњак двоструком дестилацијо.
- Коњак садржи 40% алкохола, док је код армањака тај садржај нешто већи - од 40% до 50%.
- Армањак се прави од грожђа из једне бербе, док се коњак у већини случајева прави од грожђа узгајаног у различитим годинама.
- Коњак и армањак одлежавају у буради различитих врста храста.
- Период старења армањака обично је дужи. Са истом старошћу армањак је бољи и скупљи од коњака.[1]

## Социолошки утицај
Савремени писац историјске фантастике Александар Башибузук недавно је објавио серијал романа под насловом „Држава Армањак”. Догађаји у серијалу се одвијали у Француској током средњег века. Заплет се ствара око чињенице да савремени човек, Александар Лемешев, случајно пада у прошлост, где се појављује у лику по имену Жан д´Армањак. Циклус има неколико делова: „Змај са златним руном”, "Свиња", „Рутиер” и „Улазак са погрешне стране“. Аутор користи име овог француског нектара као презиме главног јунака како би указао на његов значај у том периоду.
У месту Кондом у департману Жерс налази се Музеј армаљака (фр. Musée de l'Armagnac), смештен у некадашњој епископској палати.

## Спољашњи извори
- „"Doktor za šljivovicu" – profesor Nikićević otkriva tajne dobre rakije”. N1. 4. 12. 2019. Приступљено 27. 8. 2021.
- „Pića od konjaka, esencije konjaka. Druga područja upotrebe. Destilacija i destilacija konjaka”. Baaking. Приступљено 30. 8. 2021.[мртва веза]